# 黃烱
黃炯，广东潮州府海阳县人，明朝政治人物，同进士出身。

## 生平
永乐十三年（1418年），登戊戌科进士，授監察御史。